# Allogalumna
Allogalumna är ett släkte av kvalster. Allogalumna ingår i familjen Galumnidae.

## Dottertaxa tillAllogalumna, i alfabetisk ordning[1]
- Allogalumna alpha
- Allogalumna borhidii
- Allogalumna confluens
- Allogalumna congoensis
- Allogalumna costata
- Allogalumna dilatata
- Allogalumna exigua
- Allogalumna filiger
- Allogalumna gedaii
- Allogalumna hungarica
- Allogalumna hydrophila
- Allogalumna incompleta
- Allogalumna insolita
- Allogalumna integer
- Allogalumna leleupi
- Allogalumna madagascarensis
- Allogalumna margaritifera
- Allogalumna microporosa
- Allogalumna moresonensis
- Allogalumna multesima
- Allogalumna novazealandica
- Allogalumna parva
- Allogalumna pellucida
- Allogalumna plowmanae
- Allogalumna pocsi
- Allogalumna quadrimaculata
- Allogalumna rotundiceps
- Allogalumna scripta
- Allogalumna sinornata
- Allogalumna superporosa
- Allogalumna triangulata
- Allogalumna turkeyensis
- Allogalumna upoluensis
- Allogalumna vojnitsi